# Agave tecta
Agave tecta ist eine Pflanzenart aus der Gattung der Agaven (Agave).

## Beschreibung

### Vegetative Merkmale
Agave tecta wächst mit einem sehr dicken sowie breiten Stamm und sprosst reichlich. Die halbkugelförmigen, offenen Rosetten sind 2 Meter hoch und 4 Meter breit. Die breit lanzettlichen, gerade aufsteigenden, spitz zulaufenden Laubblättern sind konkav bis rinnig. An ihrer Basis sind sie tief konvex und dick. Nach oben hin werden sie dünner. Ihre Blattspreite ist 100 bis 160 Zentimeter lang und 30 bis 40 Zentimeter breit. Der Blattrand ist wellig. An ihm befinden sich mattbraune, 8 bis 10 Millimeter lange Randzähne, die 20 bis 60 Millimeter voneinander entfernt stehen. Die dreieckigen oder aus niedriger Basis gebogenen Randzähne sind an ihrer Spitze abgeflacht. Der braune, matte Enddorn ist pfriemlich. Er ist auf seiner Oberseite kurz schmal gefurcht. Der Enddorn ist 50 bis 70 Millimeter lang und kann herablaufend sein.

### Blütenstände und Blüten
Der massive, „rispige“ Blütenstand erreicht eine Länge von 5 bis 7 Meter. Die Blüten sind 85 bis 95 Millimeter lang. Ihre Perigonblätter sind grünlich gelb. Von den ungleichen Zipfel sind die äußeren 32 bis 33 Millimeter lang. Die trichterförmige Blütenröhre weist eine Länge von 17 bis 18 Millimeter auf. Der am Hals gefurchte und nicht eingeschnürte Fruchtknoten ist 38 bis 43 Millimeter lang.

### Früchte und Samen
Über die Früchte und Samen ist nichts bekannt.

## Systematik und Verbreitung
Agave tecta ist in Guatemala im Gebiet von Quetzaltenango verbreitet. Die Art ist nur aus Kultur bekannt.
Die Erstbeschreibung durch William Trelease wurde 1915 veröffentlicht.

## Nachweise